# بیت جبرائیل رافائل

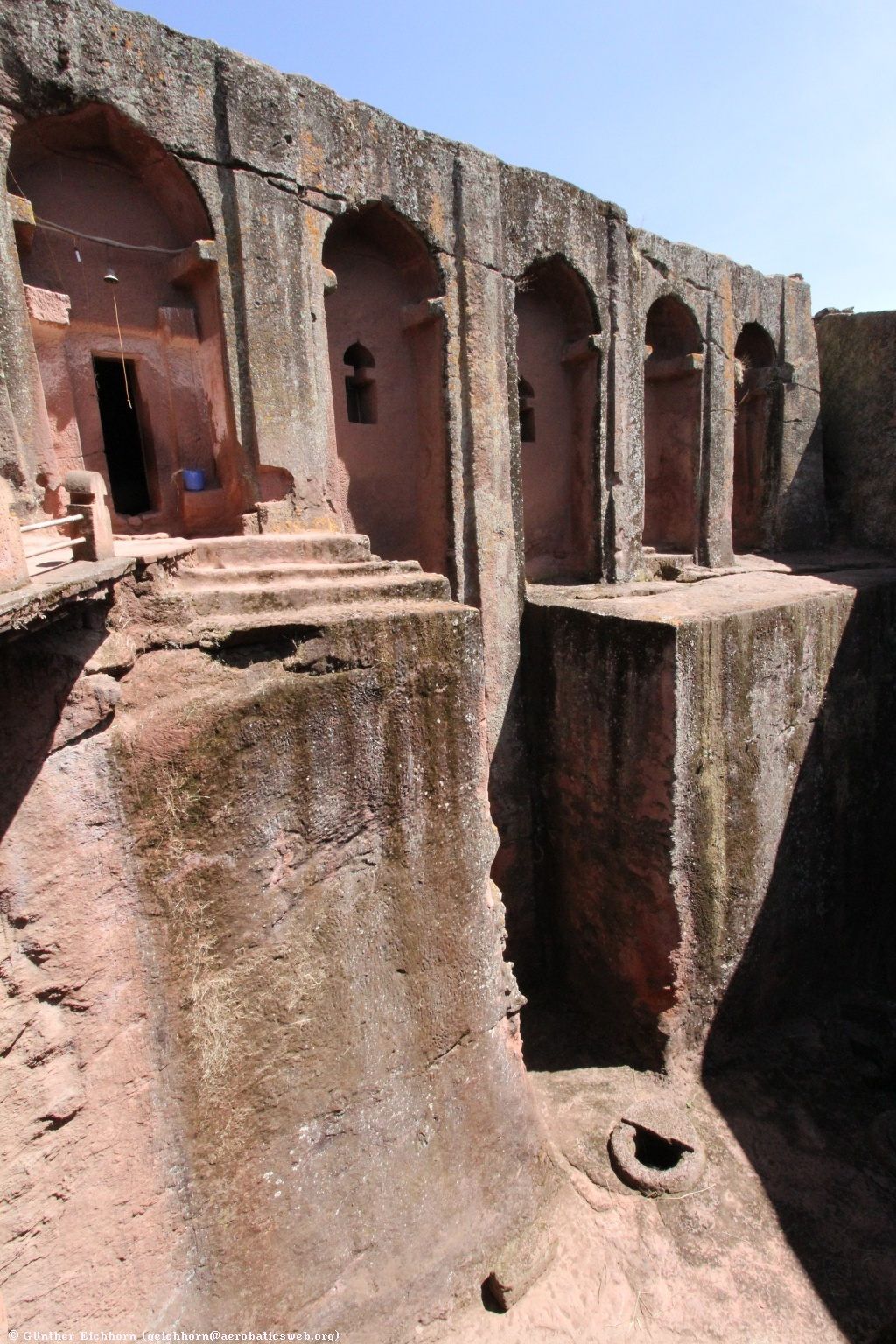
کلیسای سنگی بیته گابریل-روفائل در لالی‌بلا، اتیوپی

بیته گابریل-رافائل یک کلیسای تک‌سنگی زیرزمینی است که در لالی‌بلا، اتیوپی قرار دارد. این کلیسای ارتدکس در دوران امپراتوری حبشه ساخته شده است. این کلیسا بخشی از میراث جهانی یونسکو در لالی‌بلا است.
بیته گابریل-روفائل (خانه فرشتگان گابریل و روفائل) احتمالاً در گذشته به عنوان کاخ سلطنتی استفاده می‌شده و به یک نانوایی مقدس متصل بوده است.